# Kakching
Kakching es una localidad de la India en el distrito de Thoubal, estado de Manipur.

## Geografía
Se encuentra a una altitud de 786 m s. n. m. a 45 km de la capital estatal, Imfal, en la zona horaria UTC +5:30.

## Demografía
Según estimación 2010 contaba con una población de 32 289 habitantes.